# Noël Leslie
Lucy Noël Leslie Martha Leslie, känd som Noël, Countess of Rothes, född Dyer-Edwardes 25 december 1878 i Kensington, London, England, död 12 september 1956 i Hove, Sussex, England, var maka till den nittonde earlen av Rothes, Norman Leslie, sedan 1900. Hon var välkänd i Storbritannien, bland annat för sitt stora välgörenhetsengagemang och stöd till skolor. Under första världskriget vårdade hon även sårade brittiska soldater. Hon blev också uppmärksammad i och med att hon överlevde förlisningen av RMS Titanic 1912.

## Ombord på Titanic
Noël reste med ett större sällskap med Titanic i en svit i första klass för att möta sin man som befann sig i Kanada. Även hennes föräldrar följde med men steg av i Cherbourg. Hon delade rum med sin kusins fru Gladys Cherry och båda vaknade när Titanic kvällen den 14 april 1912 kolliderade med ett isberg.
De blev snart instruerade att ta på sig livbälten och begav sig upp på båtdäck. Väl där fick de plats i livbåt nummer 8, som firades ner runt klockan 1.00. Livbåten var inte så välfylld, med nära 30 personer. Det var den första livbåten på babordssidan som nådde vattnet. Som befälhavare hade båten sjömannen Tom Jones, som lät henne ta rodret i båten och senare sade "-hon hade mycket att säga till om, så jag satte henne att styra båten!" Hon hjälpte till att hålla modet uppe i båten, och när de slutligen räddades av RMS Carpathia hjälpte hon där till att sköta om de barn som överlevt katastrofen. Själv menade hon att hennes insats inte var så nämnvärda.
Hon höll kontakt med Jones resten av sitt liv och fick som bevis på hans uppskattning en av de åttor som suttit på livbåten. Detta framkom efter att Walter Lord samtalat med henne under skrivandet av boken A Night to Remember, som senare filmatiserades.